# Christian Sickel
Christian Kurt Sickel (* 6. Juni 1958; † 29. April 2022) war ein deutscher Autor und Berater.

## Leben
Nach dem Besuch des Johann-Gottfried-Herder-Gymnasiums in Köln-Buchheim begann er 1980 seine Karriere bei Rank Xerox in Köln als Vertriebsassistent. Von 1985 bis 1988 war er Mitarbeiter bei Nixdorf Computer in Köln. Weitere Stationen waren Lanier GmbH (1988–1995), die Möbel Walther AG (1995–1998) und die debis Systemhaus Training GmbH (bis 2000). Seit 2000 war er selbständiger Trainer und Geschäftsführer von Sickel & Team in Köln.
Sickel starb 2022 im Alter von 63 Jahren. Er wurde auf dem Kölner Melaten-Friedhof beigesetzt.

## Publikationen
- Mein Leben heißt Umsatz. Meine Welt ist die Straße. Zürich : Orell Füssli, 1998
- Ohne Nutzen kein Verkauf : wie Sie konkreten Bedarf ermitteln und Einwänden gezielt begegnen. Wiesbaden : Gabler, 1999
- Projekte erfolgreich verkaufen. Wien : Signum-Wirtschaftsverl., 2002
- Verkaufsfaktor Kundennutzen : konkreten Bedarf ermitteln, aus Kundensicht argumentieren, maßgeschneiderte Lösungen präsentieren. Wiesbaden : Gabler, 2003
- Strategisch verkaufen im Team. Wien : Signum-Wirtschaftsverl., 2005
- Mehr Umsatz mit Kaltakquise und Direktbesuch : ein Survival-Training für Verkäufer im Außendienst. Wiesbaden : Gabler, 2009

## Belege
1. 1 2  Grabstätte in der Datenbank Find a Grave, abgerufen am 11. Juni 2022.
2. ↑  Sickel & Team (Memento des Originals vom 4. Januar 2022 im Internet Archive)  Info: Der Archivlink wurde automatisch eingesetzt und noch nicht geprüft. Bitte prüfe Original- und Archivlink gemäß Anleitung und entferne dann diesen Hinweis.

| Personendaten    | Personendaten                               |
| ---------------- | ------------------------------------------- |
| NAME             | Sickel, Christian                           |
| ALTERNATIVNAMEN  | Sickel, Christian Kurt (vollständiger Name) |
| KURZBESCHREIBUNG | deutscher Autor und Berater                 |
| GEBURTSDATUM     | 6. Juni 1958                                |
| STERBEDATUM      | 29. April 2022                              |